# Cesare Perdisa
Cesare Perdisa, född 21 oktober 1932 i Bologna, död 5 juli 1998 i samma stad, var en italiensk racerförare. 
Perdisas familj var förläggare som bland annat ägde motormagasinet Quattrorotte. 
Han körde åtta formel 1-lopp och tog två tredjeplatser för Maserati.

## F1-karriär
| Säsong | Stall/Tillverkare         | Poäng | Placering |
| ------ | ------------------------- | ----- | --------- |
| 1955   | Officine Alfieri Maserati | 2     | 18        |
| 1956   | Officine Alfieri Maserati | 3     | 18        |
| 1957   | Scuderia Ferrari          | 0     | -         |

### Trea i F1-lopp
1. Monaco 1955
2. Belgien 1956